# پرونوس جنیکولاتا
پرونوس جنیکولاتا (نام علمی: Prunus geniculata) نام یک گونه از سرده پرونوس است.